# Острово (Накельський повіт)
Острово (пол. Ostrowo, нім. Grünhausen) — село в Польщі, у гміні Мроча Накельського повіту Куявсько-Поморського воєводства.
Населення — 341 особа (2011).
У 1975-1998 роках село належало до Бидгощського воєводства.

## Демографія
Демографічна структура станом на 31 березня 2011 року:
|          | Загалом | Допрацездатний вік | Працездатний вік | Постпрацездатний вік |
| -------- | ------- | ------------------ | ---------------- | -------------------- |
| Чоловіки | 186     | 57                 | 121              | 8                    |
| Жінки    | 155     | 33                 | 104              | 18                   |
| Разом    | 341     | 90                 | 225              | 26                   |